# 2025 인디카 시리즈
2025 NTT 인디카 시리즈(2025 NTT IndyCar Series)는 아메리칸 오픈 휠 카 레이싱의 114번째 공식 챔피언십 시즌이자 인디카 시리즈 제재 하의 30번째 시즌이다. 이 시즌의 주요 이벤트는 제109회 인디애나폴리스 500으로, 칩 가나시 레이싱 드라이버 알렉스 팔로우가 처음으로 우승했다. 팔로우는 또한 2회 연속 디펜딩 챔피언으로 시즌에 참가했으며 3회 연속 우승을 노리고 있다.

## 배경 및 시리즈 소식
2024년에 인디카의 NBC 스포츠와의 텔레비전 계약이 만료된 후, 시리즈는 폭스 스포츠와 새로운 계약을 체결하여 모든 레이스가 폭스 방송 네트워크에서 중계되게 되었다. 2025년 1월 14일, 폭스는 2025년 시즌 방송팀을 발표했다. 윌 벅스턴이 메인 해설자로 지명되었고, 이전에 NBC에서 분석가로 활동했으며 전 인디카 드라이버인 타운젠드 벨과 제임스 힌치클리프는 새로운 라인업에서 각자의 역할을 유지했다.
2024년 9월 23일, 인디카는 2025년에 시작하여 2031년까지 연장되는 사상 첫 차터 시스템을 발표했다. 25개의 차터가 2024년 시즌에 풀타임으로 참가한 모든 팀에 주어졌으며, 각 팀당 최대 3개까지 부여되었다. 차터에 등록된 차량은 22개의 리더스 서클 계약을 놓고 경쟁할 자격이 있다. 인디애나폴리스 500을 제외한 모든 레이스에서 출발 필드는 27대로 제한되었고, 차터에 등록된 차량은 출발 위치가 보장되었다. 인디애나폴리스 500의 예선은 계속 개방되며, 33대의 출발 필드에서 어떤 팀도 출전이 보장되지 않는다.
시리즈의 신규 참가팀인 프레마 레이싱은 차터 수여에서 제외되었다. 인디애나폴리스 500을 제외한 레이스 이벤트에 추가 차량이 참가할 경우, 이들은 두 대의 프레마 차량과 필드의 두 "오픈" 자리를 놓고 경쟁해야 한다.
2월 11일, 제이 프라이를 대신하여 더그 볼스가 인디카의 새로운 사장으로 지명되었다. 볼스는 또한 인디애나폴리스 모터 스피드웨이 사장직을 계속 유지한다.
인디애나폴리스 500 예선 및 레이스 중 발견된 수많은 기술 위반, 특히 팀 펜스케 차량과 관련된 위반으로 인해 인디카의 심판 시스템 전면 개편이 시작되었다. 시리즈는 레이스 후, 부분적으로는 로저 펜스케가 인디카 시리즈와 경쟁팀을 모두 소유하고 있다는 우려가 커짐에 따라 레이스 스튜어딩 및 기술 검사를 위한 독립적인 심판위원회를 만들 것이라고 발표했다. 새로운 심판위원회는 2026년 시즌에 준비될 예정이다. 더 나아가, 시리즈는 차량에서 가능한 규칙 위반을 찾는 데 도움이 되도록 검사 중에 스캐닝 시스템을 사용하기 시작할 의도를 발표했다.

## 확정된 참가 차량
다음 팀, 참가 차량 및 드라이버는 2025 NTT 인디카 시리즈 시즌에 참가하기로 계약되었다. 모든 팀은 2018년 범용 에어로 키트가 장착된 규격 달라라 DW12 섀시와 파이어스톤 타이어를 사용한다.
| 팀                        | 엔진   | No. | 드라이버              | 상태 | 라운드      | 참고          |
| ------------------------- | ------ | --- | --------------------- | ---- | ----------- | ------------- |
| A. J. 포이트 엔터프라이즈 | 쉐보레 | 4   | 데이비드 말루카스     |      | 모든 라운드 | [ 10 ]        |
| A. J. 포이트 엔터프라이즈 | 쉐보레 | 14  | 산티노 페루치         |      | 모든 라운드 | [ 11 ]        |
| 안드레티 글로벌           | 혼다   | 26  | 콜튼 헤르타           |      | 모든 라운드 | [ 12 ]        |
| 안드레티 글로벌           | 혼다   | 27  | 카일 커크우드         |      | 모든 라운드 | [ 13 ]        |
| 안드레티 글로벌           | 혼다   | 28  | 마르쿠스 에릭손       |      | 모든 라운드 | [ 14 ]        |
| 안드레티 글로벌           | 혼다   | 98  | 마르코 안드레티       |      | 6           | [ 15 ] [ 16 ] |
| 애로우 맥라렌             | 쉐보레 | 5   | 파토 오워드           |      | 모든 라운드 | [ 17 ]        |
| 애로우 맥라렌             | 쉐보레 | 6   | 놀런 시겔             |      | 모든 라운드 | [ 18 ]        |
| 애로우 맥라렌             | 쉐보레 | 7   | 크리스티안 룬드가르드 |      | 모든 라운드 | [ 19 ]        |
| 애로우 맥라렌/릭 헨드릭   | 쉐보레 | 17  | 카일 라슨             | R    | 6           | [ 20 ]        |
| 칩 가나시 레이싱          | 혼다   | 8   | 키핀 심슨             |      | 모든 라운드 | [ 21 ]        |
| 칩 가나시 레이싱          | 혼다   | 9   | 스콧 딕슨             |      | 모든 라운드 | [ 22 ]        |
| 칩 가나시 레이싱          | 혼다   | 10  | 알렉스 팔로우         |      | 모든 라운드 | [ 23 ]        |
| 데일 코인 레이싱          | 혼다   | 18  | 리누스 비카이         |      | 모든 라운드 | [ 24 ]        |
| 데일 코인 레이싱          | 혼다   | 51  | 제이콥 에이블         | R    | 모든 라운드 | [ 25 ]        |
| DRR-쿠식 모터스포츠       | 쉐보레 | 23  | 라이언 헌터레이       |      | 6           | [ 26 ] [ 27 ] |
| DRR-쿠식 모터스포츠       | 쉐보레 | 24  | 잭 하비               |      | 6           | [ 27 ]        |
| 에드 카펜터 레이싱        | 쉐보레 | 20  | 알렉산더 로시         |      | 모든 라운드 | [ 28 ]        |
| 에드 카펜터 레이싱        | 쉐보레 | 21  | 크리스티안 라스무센   |      | 모든 라운드 | [ 28 ]        |
| 에드 카펜터 레이싱        | 쉐보레 | 33  | 에드 카펜터           |      | 6           | [ 28 ]        |
| 훈코스 홀링거 레이싱      | 쉐보레 | 76  | 코너 데일리           |      | 모든 라운드 | [ 29 ]        |
| 훈코스 홀링거 레이싱      | 쉐보레 | 77  | 스팅 레이 롭          |      | 모든 라운드 | [ 30 ]        |
| 메이어 샹크 레이싱        | 혼다   | 06  | 엘리오 카스트로네베스 |      | 6           | [ 31 ]        |
| 메이어 샹크 레이싱        | 혼다   | 60  | 펠릭스 로센크비스트   |      | 모든 라운드 | [ 32 ]        |
| 메이어 샹크 레이싱        | 혼다   | 66  | 마르쿠스 암스트롱     |      | 모든 라운드 | [ 33 ]        |
| 프레마 레이싱             | 쉐보레 | 83  | 로버트 슈바르츠만     | R    | 모든 라운드 | [ 34 ]        |
| 프레마 레이싱             | 쉐보레 | 90  | 칼럼 일로트           |      | 모든 라운드 | [ 35 ]        |
| 라할 레터맨 라니건 레이싱 | 혼다   | 15  | 그레이엄 라할         |      | 모든 라운드 | [ 36 ]        |
| 라할 레터맨 라니건 레이싱 | 혼다   | 30  | 데블린 데프란체스코   |      | 모든 라운드 | [ 37 ]        |
| 라할 레터맨 라니건 레이싱 | 혼다   | 45  | 루이스 포스터         | R    | 모든 라운드 | [ 38 ]        |
| 라할 레터맨 라니건 레이싱 | 혼다   | 75  | 사토 타쿠마           |      | 6           | [ 39 ]        |
| 팀 펜스케                 | 쉐보레 | 2   | 요제프 뉴가든         |      | 모든 라운드 | [ 40 ]        |
| 팀 펜스케                 | 쉐보레 | 3   | 스콧 맥러플린         |      | 모든 라운드 | [ 41 ]        |
| 팀 펜스케                 | 쉐보레 | 12  | 윌 파워               |      | 모든 라운드 | [ 42 ]        |

| 아이콘 | 상태             |
| ------ | ---------------- |
| R      | 올해의 루키 후보 |
| RY     | 올해의 루키      |

### 드라이버 변경 사항

#### 프리시즌
- 2024년 7월 2일, 애로우 맥라렌은 알렉산더 로시와 팀이 새 계약에 합의하지 못하자 크리스티안 룬드가르드가 로시를 대신할 것이라고 발표했다.[19]
- 2024년 8월 13일, A. J. 포이트 레이싱은 데이비드 말루카스와 다년 계약을 체결하고 풀타임으로 합류할 것이라고 확정했다. 말루카스는 2024년 마지막 10개 레이스를 함께 뛴 메이어 샹크 레이싱을 떠난다.[10]
- 2024년 9월 17일, 프레마 레이싱은 칼럼 일로트가 2025년 시즌에 90번 차량으로 풀타임 합류할 것이라는 보도를 확정했다. 일로트는 월드 내구 챔피언십의 조타 스포츠에서 이적하며, 2024년에는 애로우 맥라렌의 부상 대체 드라이버로 두 차례 인디카 레이스에 참가하기도 했다.[35]
- 2024년 9월 19일, 메이어 샹크 레이싱은 2025년 시즌에 마르쿠스 암스트롱과 계약을 체결하여 66번 차량의 데이비드 말루카스를 대체할 것이라고 확정했다. 암스트롱은 두 시즌 후 칩 가나시 레이싱을 떠난다.[33]
- 2024년 9월 20일, 레이서는 에드 카펜터 레이싱이 리누스 비카이에게 다섯 시즌 만에 관계를 종료할 것이라고 통보했다고 보도했다.[43] 9월 23일, 비카이는 소셜 미디어를 통해 이 보도를 확정했다.[44]
- 2024년 9월 25일, 에드 카펜터 레이싱은 드라이버 라인업을 확정했다. 알렉산더 로시가 20번 차량으로 다년 계약을 체결하며 팀에 합류하고, 크리스티안 라스무센은 20번에서 21번 차량으로 풀타임 다년 계약을 맺고, 오너/드라이버 에드 카펜터는 세 번째 차량으로 인디 500에만 참가하는 역할로 돌아온다.[28]
- 2024년 10월 9일, 라할 레터맨 라니건 레이싱은 2024 인디 NXT 챔피언 루이스 포스터와 다년 계약을 체결하여 45번 차량으로 룬드가르드를 대체한다고 발표했다.
- 2024년 10월 30일, 칩 가나시 레이싱은 키핀 심슨이 4번 차량에서 8번 차량으로 이동하여 리누스 룬드크비스트의 자리를 대체할 것이라는 보도를 확정했다.
- 2024년 11월 5일, 프레마 레이싱은 로버트 슈바르츠만과 계약을 체결하여 2025년 시즌 두 번째 레이스 좌석을 채울 것이라는 보도를 확정했다. 슈바르츠만은 FIA 월드 내구 챔피언십의 AF 코르세에서 이적한다.[34]
- 2024년 11월 20일, 훈코스 홀링거 레이싱은 2025년 시즌 참가 차량 중 하나에 스팅 레이 롭과 계약을 체결했다고 발표했다. 그는 나중에 77번 차량에 배정된 것으로 확정되었다.[30]
- 2024년 12월 4일, DRR-쿠식 모터스포츠는 인디 500 라인업을 확정했다. 잭 하비가 인디애나폴리스 500에서 24번 차량으로 팀에 합류한다.[27]
- 12월 9일, RLL은 데블린 데프란체스코가 한 시즌 만에 피에트로 피티팔디를 대신하여 세 번째 차량을 운전할 것이라고 확정했다.[37]
- 2024년 12월 18일, 훈코스 홀링거 레이싱은 코너 데일리가 2024년에 파트타임으로 운전했던 78번 차량을 2025년에는 풀타임으로 운전하며, 떠나는 로맹 그로장을 대체할 것이라고 확정했다.[29] 2025년 2월 28일, 이 차량은 스폰서인 76의 브랜드를 나타내는 번호와 글꼴을 사용하여 76번으로 나타났다. 데일리는 써멀에서 스폰서십 발표가 있을 것으로 예상된다고 말했다.[45]
- 2025년 1월 13일, 데일 코인은 제이콥 에이블이 인디 NXT에서 이동하여 51번 차량을 풀타임으로 운전할 것이라고 발표했다.[25]
- 2025년 2월 14일, 데일 코인은 리누스 비카이가 18번 차량을 풀타임으로 운전할 것이라고 발표했다.[24]
- 3월 11일, 라할 레터맨 라니건 레이싱은 사토 타쿠마가 2년 연속 인디애나폴리스 500에만 참가하는 차량으로 팀에 복귀할 것이라고 발표했다.[39]

### 팀 변경 사항

#### 프리시즌
- 2024년 4월 9일, 이탈리아 주니어 포뮬러 및 내구 레이싱 팀 프레마 레이싱은 2025년에 두 대의 풀타임 차량으로 인디카에 참가할 것이라고 발표했으며, 쉐보레 엔진 공급을 확보했다.[46][47]
- 2024년 8월 19일, 메이어 샹크 레이싱은 2020년부터 안드레티 글로벌과 함께해 온 기술 제휴 파트너를 칩 가나시 레이싱으로 변경할 것이라고 확정했다.[48]
- 2024년 9월 4일, 레이서는 칩 가나시 레이싱이 인디카 운영 규모를 다섯 대에서 세 대로 줄일 것이라고 보도했다.[49]
- 2025년 1월 3일, 애로우 맥라렌은 맥라렌 그룹이 2024년 12월 31일부로 샘 슈미트와 릭 피터슨으로부터 팀의 나머지 25% 지분을 인수했다고 발표했다.[50]
- 2025년 1월 13일, 제이콥 에이블이 51번 차량에 확정됨에 따라 데일 코인의 릭 웨어 레이싱과의 파트너십이 종료되었고, 데일 코인 레이싱 위드 릭 웨어 레이싱이라는 엔트리 이름은 데일 코인 레이싱으로 되돌아갔다.
- 2025년 3월 20일, 에이블 모터스포츠는 2024년처럼 인디애나폴리스 500에 참가하지 않고, 팀 오너 빌 에이블의 아들인 제이콥 에이블의 데일 코인 레이싱 차량을 위한 백업으로 섀시를 유지하기로 결정했다고 발표했다.[51]

#### 시즌 중
- 2025년 4월 1일, 라할 레터맨 라니건 레이싱이 전 인디카 사장인 제이 프라이를 팀 사장으로 임명했다고 발표되었다.[52]
- 2025년 5월 21일, 인디애나폴리스 500 예선에서 요제프 뉴가든과 윌 파워가 운전한 차량의 기술 검사 불합격 이후, 팀 펜스케는 사장 팀 신드릭, 매니징 디렉터 론 루제프스키, 총괄 매니저 카일 모이어가 모두 팀에서 해고되었다고 발표했다.[53]

## 일정
일정은 2024년 6월 13일에 발표되었다.
| Rd. | 날짜     | 레이스 이름                          | 트랙                                       | 위치                         |
| --- | -------- | ------------------------------------ | ------------------------------------------ | ---------------------------- |
| 1   | 3월 2일  | 파이어스톤 세인트피터즈버그 그랑프리 | S 세인트피터즈버그 시가지                  | 세인트피터즈버그             |
| 2   | 3월 23일 | 더 써멀 클럽 인디카 그랑프리         | R 더 써멀 클럽                             | 써멀 (캘리포니아주)          |
| 3   | 4월 13일 | 아큐라 롱비치 그랑프리               | S 롱비치 시가지                            | 롱비치 (캘리포니아주)        |
| 4   | 5월 4일  | 앨라배마 어린이 인디 그랑프리        | R 바버 모터스포츠 파크                     | 버밍햄                       |
| 5   | 5월 10일 | 손시오 그랑프리                      | R 인디애나폴리스 모터 스피드웨이 로드 코스 | 스피드웨이 (인디애나주)      |
| 6   | 5월 25일 | 제109회 인디애나폴리스 500           | O 인디애나폴리스 모터 스피드웨이           | 스피드웨이 (인디애나주)      |
| 7   | 6월 1일  | 쉐보레 디트로이트 그랑프리           | S 디트로이트 시가지                        | 디트로이트                   |
| 8   | 6월 15일 | 보마리토 오토모티브 그룹 500         | O 월드 와이드 테크놀로지 레이스웨이        | 매디슨 (일리노이주)          |
| 9   | 6월 22일 | XPEL 로드 아메리카 그랑프리          | R 로드 아메리카                            | 엘크하트 레이크 (위스콘신주) |
| 10  | 7월 6일  | 혼다 인디 200 앳 미드-오하이오       | R 미드-오하이오 스포츠카 코스              | 렉싱턴 (오하이오주)          |
| 11  | 7월 12일 | 신크 275 파워드 바이 수컵            | O 아이오와 스피드웨이                      | 뉴턴 (아이오와주)            |
| 12  | 7월 13일 | 팜 투 피니시 275 파워드 바이 수컵    | O 아이오와 스피드웨이                      | 뉴턴 (아이오와주)            |
| 13  | 7월 20일 | 온타리오 혼다 딜러 인디 토론토       | S 엑시비션 플레이스                        | 토론토 (온타리오주)          |
| 14  | 7월 27일 | 자바 하우스 몬터레이 그랑프리        | R 웨더테크 레이스웨이 라구나 세카          | 몬터레이                     |
| 15  | 8월 10일 | 비트나일닷컴 포틀랜드 그랑프리       | R 포틀랜드 국제 레이스웨이                 | 포틀랜드 (오리건주)          |
| 16  | 8월 24일 | 스냅온 밀워키 마일 250               | O 밀워키 마일                              | 웨스트 앨리스 (위스콘신주)   |
| 17  | 8월 31일 | 보체타 버번 뮤직 시티 그랑프리       | O 내슈빌 슈퍼스피드웨이                    | 레버넌 (테네시주)            |

 O  오벌/스피드웨이

 R  로드 코스

 S  시가지 서킷

### 일정 변경 사항
- 2024년 비챔피언십 100만 달러 챌린지였던 써멀 클럽 레이스가 2025년에는 완전한 포인트 획득 레이스가 되었다. 이는 1983년 CART 시즌 이후 리버사이드군에서 열린 첫 번째 아메리칸 오픈 휠 레이싱 챔피언십 레이스이다.
- 2024년에 더블헤더를 개최했던 밀워키 마일은 2025년에는 단일 레이스만 개최한다.
- 월드 와이드 테크놀로지 레이스웨이에서의 레이스는 8월에서 6월로 변경된다.
- 2025년 2월 18일, INDYCAR는 6개 레이스의 레이스 길이가 연장될 것이라고 발표했다.
  - 롱비치 – 90랩 (5랩 추가)
  - 미드-오하이오 – 90랩 (10랩 추가)
  - 아이오와 – 275랩 (각 레이스당 25랩 추가)
  - 토론토 – 90랩 (5랩 추가)
  - 내슈빌 – 225랩 (19랩 추가)

### 스폰서십 변경 사항
2월 21일, 하이-비는 아이오와와 밀워키에 대한 이벤트 스폰서십을 종료한다고 발표했다. 스냅온은 밀워키의 새로운 타이틀 스폰서로 발표되었다. 수컵 매뉴팩처링은 아이오와 레이스 주말의 새로운 타이틀 스폰서로 발표되었다.
6월 4일, 인디카는 내슈빌 레이스의 스폰서십 명칭이 빅 머신 뮤직 시티 그랑프리에서 2025년부터 보체타 버번 뮤직 시티 그랑프리로 변경된다고 발표했다.
7월 1일, 자바 하우스가 몬터레이 그랑프리의 새로운 타이틀 스폰서로 발표되었다.

## 결과
| Rd. | 레이스             | 폴 포지션               | 가장 빠른 랩          | 최다 랩 리드      | 레이스 우승자 | 레이스 우승자    | 레이스 우승자 | 보고서 |
| Rd. | 레이스             | 폴 포지션               | 가장 빠른 랩          | 최다 랩 리드      | 드라이버      | 팀               | 엔진          | 보고서 |
| --- | ------------------ | ----------------------- | --------------------- | ----------------- | ------------- | ---------------- | ------------- | ------ |
| 1   | 세인트피터즈버그   | 스콧 맥러플린           | 요제프 뉴가든         | 스콧 맥러플린     | 알렉스 팔로우 | 칩 가나시 레이싱 | 혼다          | 보고서 |
| 2   | 써멀 클럽          | 파토 오워드             | 파토 오워드           | 파토 오워드       | 알렉스 팔로우 | 칩 가나시 레이싱 | 혼다          | 보고서 |
| 3   | 롱비치             | 카일 커크우드           | 키핀 심슨             | 카일 커크우드     | 카일 커크우드 | 안드레티 글로벌  | 혼다          | 보고서 |
| 4   | 바버               | 알렉스 팔로우           | 알렉스 팔로우         | 알렉스 팔로우     | 알렉스 팔로우 | 칩 가나시 레이싱 | 혼다          | 보고서 |
| 5   | IMS GP             | 알렉스 팔로우           | 알렉스 팔로우         | 그레이엄 라할     | 알렉스 팔로우 | 칩 가나시 레이싱 | 혼다          | 보고서 |
| 6   | 인디애나폴리스 500 | 로버트 슈바르츠만       | 엘리오 카스트로네베스 | 사토 타쿠마       | 알렉스 팔로우 | 칩 가나시 레이싱 | 혼다          | 보고서 |
| 7   | 디트로이트         | 틀:국기그름 콜튼 헤르타 | 키핀 심슨             | 카일 커크우드     | 카일 커크우드 | 안드레티 글로벌  | 혼다          | 보고서 |
| 8   | 게이트웨이         | 윌 파워                 | 알렉스 팔로우         | 데이비드 말루카스 | 카일 커크우드 | 안드레티 글로벌  | 혼다          | 보고서 |
| 9   | 로드 아메리카      | 루이스 포스터           | 펠릭스 로센크비스트   | 스콧 딕슨         | 알렉스 팔로우 | 칩 가나시 레이싱 | 혼다          | 보고서 |
| 10  | 미드-오하이오      | 알렉스 팔로우           | 스콧 맥러플린         | 알렉스 팔로우     | 스콧 딕슨     | 칩 가나시 레이싱 | 혼다          | 보고서 |
| 11  | 아이오와 1         | 요제프 뉴가든           | 파토 오워드           | 요제프 뉴가든     | 파토 오워드   | 애로우 맥라렌    | 쉐보레        | 보고서 |
| 12  | 아이오와 2         | 알렉스 팔로우           | 데이비드 말루카스     | 알렉스 팔로우     | 알렉스 팔로우 | 칩 가나시 레이싱 | 혼다          | 보고서 |
| 13  | 토론토             | 콜튼 헤르타             | 콜튼 헤르타           | 알렉스 팔로우     | 파토 오워드   | 애로우 맥라렌    | 쉐보레        | 보고서 |
| 14  | 라구나 세카        |                         |                       |                   |               |                  |               | 보고서 |
| 15  | 포틀랜드           |                         |                       |                   |               |                  |               | 보고서 |
| 16  | 밀워키             |                         |                       |                   |               |                  |               | 보고서 |
| 17  | 내슈빌             |                         |                       |                   |               |                  |               | 보고서 |

## 포인트 순위
- 동점은 승리 횟수, 그 다음 2위, 3위 등의 횟수로 결정된다; 그 다음은 이전 레이스의 최종 순위; 그 다음은 무작위 추첨이다.[59]

| 순위   | 1위 | 2위 | 3위 | 4위 | 5위 | 6위 | 7위 | 8위 | 9위 | 10위 | 11위 | 12위 | 13위 | 14위 | 15위 | 16위 | 17위 | 18위 | 19위 | 20위 | 21위 | 22위 | 23위 | 24위 | 25위 이상 |
| ------ | --- | --- | --- | --- | --- | --- | --- | --- | --- | ---- | ---- | ---- | ---- | ---- | ---- | ---- | ---- | ---- | ---- | ---- | ---- | ---- | ---- | ---- | --------- |
| 포인트 | 50  | 40  | 35  | 32  | 30  | 28  | 26  | 24  | 22  | 20   | 19   | 18   | 17   | 16   | 15   | 14   | 13   | 12   | 11   | 10   | 9    | 8    | 7    | 6    | 5         |

### 드라이버 순위
- 인디 500을 제외한 모든 레이스에서 폴 포지션을 획득한 예선 통과자는 1점을 얻는다 (예선이 열리지 않는 경우는 제외).[60] 인디 500 예선에서 패스트 12 세션에 진출한 12명의 예선 통과자는 해당 세션 결과에 따라 1위에게 12점부터 순차적으로 점수를 받는다.[61]
- 적어도 한 랩을 리드한 드라이버는 1점을 받는다.[62] 레이스에서 가장 많은 랩을 리드한 드라이버는 추가로 2점을 받는다.[62]
- 엔트리에서 필요한 주행 거리에 도달하기 전에 엔진 교체가 발생하면 10점이 감점된다.[63]

| 순위 | 드라이버              | STP | THE | LBH | BAR | IGP | INDY | DET | GTW  | ROA | MOH | IOW | IOW | TOR  | LAG | POR | MIL | NSS | 점수 |
| ---- | --------------------- | --- | --- | --- | --- | --- | ---- | --- | ---- | --- | --- | --- | --- | ---- | --- | --- | --- | --- | ---- |
| 1    | 알렉스 팔로우         | 1L  | 1L  | 2   | 1L* | 1L  | 16L  | 25  | 8    | 1L  | 2L* | 5L  | 1L* | 12L* |     |     |     |     | 536  |
| 2    | 파토 오워드           | 11  | 2L* | 13  | 6   | 2   | 33L  | 7L  | 2L   | 17  | 5   | 1L  | 5   | 1L   |     |     |     |     | 437  |
| 3    | 카일 커크우드         | 5   | 8   | 1L* | 11  | 8   | 32   | 1L* | 1L   | 4L  | 8   | 26  | 18L | 6    |     |     |     |     | 363  |
| 4    | 스콧 딕슨             | 2L  | 10  | 8L  | 12  | 5   | 204  | 11L | 4L   | 9L* | 1L  | 10  | 2   | 10   |     |     |     |     | 362  |
| 5    | 크리스티안 룬드가르드 | 8L  | 3   | 3L  | 2   | 16  | 78   | 8   | 14   | 24L | 3   | 21  | 6   | 13   |     |     |     |     | 317  |
| 6    | 펠릭스 로센크비스트   | 7   | 5   | 4   | 13  | 10  | 45   | 21L | 16L  | 2L  | 6   | 17  | 7   | 19   |     |     |     |     | 309  |
| 7    | 마르쿠스 암스트롱     | 24L | 7   | 14L | 17L | 7L  | 18   | 6   | 9    | 5   | 7   | 9L  | 3   | 14   |     |     |     |     | 283  |
| 8    | 콜튼 헤르타           | 16L | 4   | 7   | 7   | 25  | 14   | 3L  | 17   | 16  | 4L  | 13  | 20  | 4L   |     |     |     |     | 278  |
| 9    | 윌 파워               | 26  | 6   | 5   | 5   | 3   | 16   | 4L  | 27   | 14  | 26  | 3L  | 24  | 11   |     |     |     |     | 263  |
| 10   | 데이비드 말루카스     | 13  | 18  | 17  | 16  | 23  | 27L  | 14  | 12L* | 7L  | 17  | 12  | 4   | 9    |     |     |     |     | 259  |
| 11   | 리누스 비카이         | 9   | 17  | 19  | 4   | 9   | 27   | 27  | 7L   | 10  | 9   | 16  | 12  | 2L   |     |     |     |     | 252  |
| 12   | 산티노 페루치         | 14  | 14  | 11  | 18  | 20  | 5    | 2   | 5L   | 3   | 16  | 8   | 15  | DNS  |     |     |     |     | 240  |
| 13   | 스콧 맥러플린         | 4L* | 27  | 6   | 3L  | 4   | 3010 | 12L | 24L  | 12L | 23  | 4   | 26  | 26   |     |     |     |     | 239  |
| 14   | 키핀 심슨             | 18  | 15  | 10L | 21  | 27  | 25   | 5   | 15   | 6L  | 10L | 18  | 13  | 3    |     |     |     |     | 226  |
| 15   | 크리스티안 라스무센   | 15  | 12  | 23  | 15  | 19  | 6L   | 24L | 3L   | 18  | 25  | 6   | 8   | 20   |     |     |     |     | 217  |
| 16   | 요제프 뉴가든         | 3L  | 13  | 27  | 10  | 12  | 22   | 9   | 25L  | 25  | 27  | 2L* | 10L | 24   |     |     |     |     | 213  |
| 17   | 코너 데일리           | 17  | 16  | 25  | 19  | 15  | 8L   | 17  | 6L   | 22  | 19  | 7   | 16  | 15   |     |     |     |     | 199  |
| 18   | 알렉산더 로시         | 10  | 9L  | 15  | 8   | 14  | 28L  | 10  | 11L  | 13  | 15  | 25  | 17  | 25   |     |     |     |     | 199  |
| 19   | 마르쿠스 에릭손       | 6   | 21  | 12  | 20  | 26  | 319  | 13  | 13L  | 21  | 12  | 15  | 22  | 5L   |     |     |     |     | 195  |
| 20   | 그레이엄 라할         | 12  | 11  | 22  | 14  | 6L* | 17   | 20  | 22   | 20  | 24  | 11  | 19  | 7    |     |     |     |     | 195  |
| 21   | 놀런 시겔             | 25  | 19  | 20  | 9   | 13  | 13   | 19  | 19   | 8   | 11  | 24  | DNS | 18   |     |     |     |     | 168  |
| 22   | 로버트 슈바르츠만 R   | 20  | 22  | 18  | 25  | 18  | 261L | 16  | 10   | 27  | 21  | 20  | 9   | 16   |     |     |     |     | 159  |
| 23   | 루이스 포스터 R       | 27  | 24  | 16  | 26  | 11  | 12   | 22L | 26   | 11L | 14  | 14  | 14  | 21   |     |     |     |     | 159  |
| 24   | 칼럼 일로트           | 19  | 26  | 21  | 23  | 22  | 33   | 26  | 18L  | 15  | 13  | 23  | 21  | 8    |     |     |     |     | 135  |
| 25   | 스팅 레이 롭          | 21  | 23  | 9L  | 22  | 21  | 23   | 15  | 20   | 26  | 18  | 22  | 23  | 17   |     |     |     |     | 133  |
| 26   | 데블린 데프란체스코   | 22  | 20  | 24  | 24  | 17L | 11L  | 23  | 23   | 19  | 20  | 19  | 25  | 22   |     |     |     |     | 123  |
| 27   | 제이콥 에이블 R       | 23  | 25  | 26  | 27  | 24  | DNQ  | 18  | 21   | 23  | 22  | 27  | 11  | 23   |     |     |     |     | 95   |
| 28   | 사토 타쿠마           |     |     |     |     |     | 92L* |     |      |     |     |     |     |      |     |     |     |     | 36   |
| 29   | 엘리오 카스트로네베스 |     |     |     |     |     | 10   |     |      |     |     |     |     |      |     |     |     |     | 20   |
| 30   | 에드 카펜터           |     |     |     |     |     | 15L  |     |      |     |     |     |     |      |     |     |     |     | 16   |
| 31   | 잭 하비               |     |     |     |     |     | 19L  |     |      |     |     |     |     |      |     |     |     |     | 12   |
| 32   | 라이언 헌터레이       |     |     |     |     |     | 21L  |     |      |     |     |     |     |      |     |     |     |     | 10   |
| 33   | 카일 라슨 R           |     |     |     |     |     | 24   |     |      |     |     |     |     |      |     |     |     |     | 6    |
| 34   | 마르코 안드레티       |     |     |     |     |     | 29   |     |      |     |     |     |     |      |     |     |     |     | 5    |
| 순위 | 드라이버              | STP | THE | LBH | BAR | IGP | INDY | DET | GTW  | ROA | MOH | IOW | IOW | TOR  | LAG | POR | MIL | NSS | 점수 |

| 색상        | 결과                |
| ----------- | ------------------- |
| 골드        | 우승                |
| 실버        | 2위 완주            |
| 브론즈      | 3위 완주            |
| 그린        | 상위 5위 완주       |
| 라이트 블루 | 상위 10위 완주      |
| 다크 블루   | 기타 깃발 표시 위치 |
| 퍼플        | 완주 못함 (DNF)     |
| 레드        | 예선 탈락 (DNQ)     |
| 브라운      | 기권 (Wth)          |
| 블랙        | 실격 (DSQ)          |
| 화이트      | 출발 안함 (DNS)     |
| 화이트      | 레이스 취소 (C)     |
| 빈칸        | 참가 안함           |

| 인라인 표기 |                                        |
| 볼드        | 폴 포지션 (1점; 인디 제외)             |
| 이탤릭      | 가장 빠른 레이스 랩 기록               |
| L           | 레이스 랩 리드 (1점)                   |
| *           | 가장 많은 레이스 랩 리드 (2점)         |
| 1–12        | 인디 500 "패스트 트웰브" 보너스 포인트 |
| c           | 예선 취소 (보너스 포인트 없음)         |
| RY          | 올해의 루키                            |
| R           | 루키                                   |

### 엔트리 순위
풀타임 참가 차량만 표시된다. 연한 회색 배경은 2025년 리더스 서클 자격이 없는 비차터 참가 차량을 나타낸다.
| 1                  | #10 칩 가나시 레이싱                        | 1L  | 1L  | 2   | 1L* | 1L  | 16L  | 25  | 8    | 1L  | 2L* | 5L  | 1L* | 12L* |     |     |     |     | 536  |
| 2                  | #5 애로우 맥라렌                            | 11  | 2L* | 13  | 6   | 2   | 33L  | 7L  | 2L   | 17  | 5   | 1L  | 5   | 1L   |     |     |     |     | 437  |
| 3                  | #27 안드레티 글로벌                         | 5   | 8   | 1L* | 11  | 8   | 32   | 1L* | 1L   | 4L  | 8   | 26  | 18L | 6    |     |     |     |     | 363  |
| 4                  | #9 칩 가나시 레이싱                         | 2L  | 10  | 8L  | 12  | 5   | 204  | 11L | 4L   | 9L* | 1L  | 10  | 2   | 10   |     |     |     |     | 362  |
| 5                  | #7 애로우 맥라렌                            | 8L  | 3   | 3L  | 2   | 16  | 78   | 8   | 14   | 24L | 3   | 21  | 6   | 13   |     |     |     |     | 317  |
| 6                  | #60 메이어 샹크 레이싱 위드 커브-아가자니안 | 7   | 5   | 4   | 13  | 10  | 45   | 21L | 16L  | 2L  | 6   | 17  | 7   | 19   |     |     |     |     | 309  |
| 7                  | #66 메이어 샹크 레이싱 위드 커브-아가자니안 | 24L | 7   | 14L | 17L | 7L  | 18   | 6   | 9    | 5   | 7   | 9L  | 3   | 14   |     |     |     |     | 283  |
| 8                  | #26 안드레티 글로벌 위드 커브-아가자니안    | 16L | 4   | 7   | 7   | 25  | 14   | 3L  | 17   | 16  | 4L  | 13  | 20  | 4L   |     |     |     |     | 268  |
| 9                  | #12 팀 펜스케                               | 26  | 6   | 5   | 5   | 3   | 16   | 4L  | 27   | 14  | 26  | 3L  | 24  | 11   |     |     |     |     | 263  |
| 10                 | #4 A. J. 포이트 레이싱                      | 13  | 18  | 17  | 16  | 23  | 27L  | 14  | 12L* | 7L  | 17  | 12  | 4   | 9    |     |     |     |     | 259  |
| 11                 | #18 데일 코인 레이싱                        | 9   | 17  | 19  | 4   | 9   | 27   | 27  | 7L   | 10  | 9   | 16  | 12  | 2L   |     |     |     |     | 252  |
| 12                 | #14 A. J. 포이트 레이싱                     | 14  | 14  | 11  | 18  | 20  | 5    | 2   | 5L   | 3   | 16  | 8   | 15  | DNS  |     |     |     |     | 240  |
| 13                 | #3 팀 펜스케                                | 4L* | 27  | 6   | 3L  | 4   | 3010 | 12L | 24L  | 12L | 23  | 4   | 26  | 26   |     |     |     |     | 239  |
| 14                 | #8 칩 가나시 레이싱                         | 18  | 15  | 10L | 21  | 27  | 25   | 5   | 15   | 6L  | 10L | 18  | 13  | 3    |     |     |     |     | 226  |
| 15                 | #21 에드 카펜터 레이싱                      | 15  | 12  | 23  | 15  | 19  | 6L   | 24L | 3L   | 18  | 25  | 6   | 8   | 20   |     |     |     |     | 217  |
| 16                 | #2 팀 펜스케                                | 3L  | 13  | 27  | 10  | 12  | 22   | 9   | 25L  | 25  | 27  | 2L* | 10L | 24   |     |     |     |     | 213  |
| 17                 | #76 훈코스 홀링거 레이싱                    | 17  | 16  | 25  | 19  | 15  | 8L   | 17  | 6L   | 22  | 19  | 7   | 16  | 15   |     |     |     |     | 199  |
| 18                 | #20 에드 카펜터 레이싱                      | 10  | 9L  | 15  | 8   | 14  | 28L  | 10  | 11L  | 13  | 15  | 25  | 17  | 25   |     |     |     |     | 199  |
| 19                 | #28 안드레티 글로벌                         | 6   | 21  | 12  | 20  | 26  | 319  | 13  | 13L  | 21  | 12  | 15  | 22  | 5L   |     |     |     |     | 195  |
| 20                 | #15 라할 레터맨 라니건 레이싱               | 12  | 11  | 22  | 14  | 6L* | 17   | 20  | 22   | 20  | 24  | 11  | 19  | 7    |     |     |     |     | 195  |
| 21                 | #6 애로우 맥라렌                            | 25  | 19  | 20  | 9   | 13  | 13   | 19  | 19   | 8   | 11  | 24  | DNS | 18   |     |     |     |     | 168  |
| 22                 | #45 라할 레터맨 라니건 레이싱               | 27  | 24  | 16  | 26  | 11  | 12   | 22L | 26   | 11L | 14  | 14  | 14  | 21   |     |     |     |     | 159  |
| 리더스 서클 컷오프 |                                             |     |     |     |     |     |      |     |      |     |     |     |     |      |     |     |     |     |      |
| 23                 | #83 프레마 레이싱                           | 20  | 22  | 18  | 25  | 18  | 261L | 16  | 10   | 27  | 21  | 20  | 9   | 16   |     |     |     |     | 149  |
| 24                 | #90 프레마 레이싱                           | 19  | 26  | 21  | 23  | 22  | 33   | 26  | 18L  | 15  | 13  | 23  | 21  | 8    |     |     |     |     | 135  |
| 25                 | #77 훈코스 홀링거 레이싱                    | 21  | 23  | 9L  | 22  | 21  | 23   | 15  | 20   | 26  | 18  | 22  | 23  | 17   |     |     |     |     | 133  |
| 26                 | #30 라할 레터맨 라니건 레이싱               | 22  | 20  | 24  | 24  | 17L | 11L  | 23  | 23   | 19  | 20  | 19  | 25  | 22   |     |     |     |     | 123  |
| 27                 | #51 데일 코인 레이싱                        | 23  | 25  | 26  | 27  | 24  | DNQ  | 18  | 21   | 23  | 22  | 27  | 11  | 23   |     |     |     |     | 95   |
| 순위               | 엔트리                                      | STP | THE | LBH | BAR | IGP | INDY | DET | GAT  | ROA | MOH | IOW | IOW | TOR  | LAG | POR | MIL | NSS | 점수 |

### 엔진 제조사 순위
각 레이스에서 제조사를 위해 상위 2위를 기록한 풀 시즌 자격 엔트리만이 엔진 제조사 챔피언십에 포인트를 획득한다. 획득 점수는 드라이버 챔피언십과 동일하지만 보너스 포인트는 다르다 - 레이스 우승은 제조사에게 5점의 보너스 포인트를 주며, 폴 포지션은 1점의 보너스 포인트를 준다 (인디애나폴리스 500 제외). 풀 시즌 엔트리는 엔트리당 허용되는 최대 엔진 수를 초과하기 전까지 제조사 포인트를 획득할 수 있다.
인디애나폴리스 500 예선의 경우, 토요일에 가장 빠른 속도를 기록한 제조사는 1점의 보너스 포인트를 받는다; 폴 포지션을 획득한 제조사는 2점의 보너스 포인트를 받는다.
| 순위 | 제조사 | STP | THE | LBH  | BAR  | IGP  | INDY  | DET  | GAT | ROA  | MOH  | IOW  | IOW  | TOR | LAG | POR | MIL | NSH | 점수 |
| ---- | ------ | --- | --- | ---- | ---- | ---- | ----- | ---- | --- | ---- | ---- | ---- | ---- | --- | --- | --- | --- | --- | ---- |
| 1    | 혼다   | 1   | 1   | 1    | 1    | 1    | 1     | 1    | 1   | 1    | 1    | 5    | 1    | 2   |     |     |     |     | 1223 |
| 1    | 혼다   | 2   | 4   | 2    | 4    | 5    | 4     | 2    | 4   | 2    | 2    | 9    | 2    | 3   |     |     |     |     | 1223 |
| 1    | 혼다   | 95W | 87W | 96PW | 88PW | 86PW | 170FW | 96PW | 87W | 96PW | 96PW | 54   | 96PW | 76  |     |     |     |     | 1223 |
| 2    | 쉐보레 | 3   | 2   | 3    | 2    | 2    | 2     | 3    | 2   | 3    | 3    | 1    | 3    | 1   |     |     |     |     | 1018 |
| 2    | 쉐보레 | 4   | 3   | 5    | 3    | 3    | 3     | 6    | 3   | 7    | 5    | 2    | 4    | 8   |     |     |     |     | 1018 |
| 2    | 쉐보레 | 68P | 76P | 65   | 75   | 75   | 152P  | 63   | 76P | 61   | 65   | 96PW | 67   | 79W |     |     |     |     | 1018 |
| 순위 | 제조사 | STP | THE | LBH  | BAR  | IGP  | INDY  | DET  | GAT | ROA  | MOH  | IOW  | IOW  | TOR | LAG | POR | MIL | NSH | 점수 |

1. ↑  26번 안드레티 글로벌 엔트리는 써멀 클럽 레이스 중 차량에 잘못 설치된 침입 방지 플레이트로 인해 10 엔트리 포인트 페널티와 25,000달러의 벌금을 받았다.[64]
2. ↑  산티노 페루치와 14번 A. J. 포이트 레이싱 엔트리는 디트로이트 그랑프리에서 잘못된 드라이버 동등성 무게로 인해 25점 페널티와 25,000달러 벌금을 받았으며, 랩 리드 보너스 포인트가 상실되고 엔진 제조사 포인트 자격이 박탈되었다.[65]
3. ↑  83번 프레마 레이싱 엔트리는 써멀 클럽 레이스에서 차량의 화재 진압 시스템용 비상 당김 케이블을 무단으로 개조하여 10 엔트리 포인트 페널티와 25,000달러 벌금을 받았다.[66]

## 같이 보기
- 2025 인디 NXT
- 2025 USF 프로 2000 챔피언십
- 2025 USF2000 챔피언십
- 2025 USF 주니어